# 杉山貴士
杉山 貴士（すぎやま たかし、1974年 - ）は、医療機関の管理事務職員、社会福祉士。

## 来歴
明星大学教育学科卒業後、私立中学高校保健家庭科教員、専門学校教員を経て、京都精華大学大学院修士課程修了、横浜国立大学大学院博士課程単位取得満期単位取得修了。大学院博士課程・専門学校教員として在学時に、群馬県前橋市男女協同参画審議会委員などを歴任。現在は兵庫県民主医療機関連合会に加盟している尼崎医療生活協同組合に勤務しながら、働くものとして、「生活者の視点」からLGBT解放運動をすすめる。現在、生活相談などの現場の仕事とともに医療機関管理事務職、短期大学非常勤講師。
また、台湾性別平等教育の研究を志しているからか、台湾への渡航と現場の声を反映したフィールドワークが多い。

## 著作
- 「同性愛・多様なセクシュアリティ 人権と共生を学ぶ授業」 （子どもの未来社、2002年）
- 「自分をさがそ」――多様なセクシャリティを生きる」 （新日本出版社、2008年）
- 「聞きたい知りたい性的マイノリティ つながりあえ社会のために」 （日本機関紙出版センター、2008年）
- 「『性の学び』と活かし方　はたらく・つながる・自分らしい性を生きる」 （日本機関紙出版センター、2011年）

ほか。
日本共産党や民医連系の機関紙などでも連載を行っている。